# КрАЗ-251

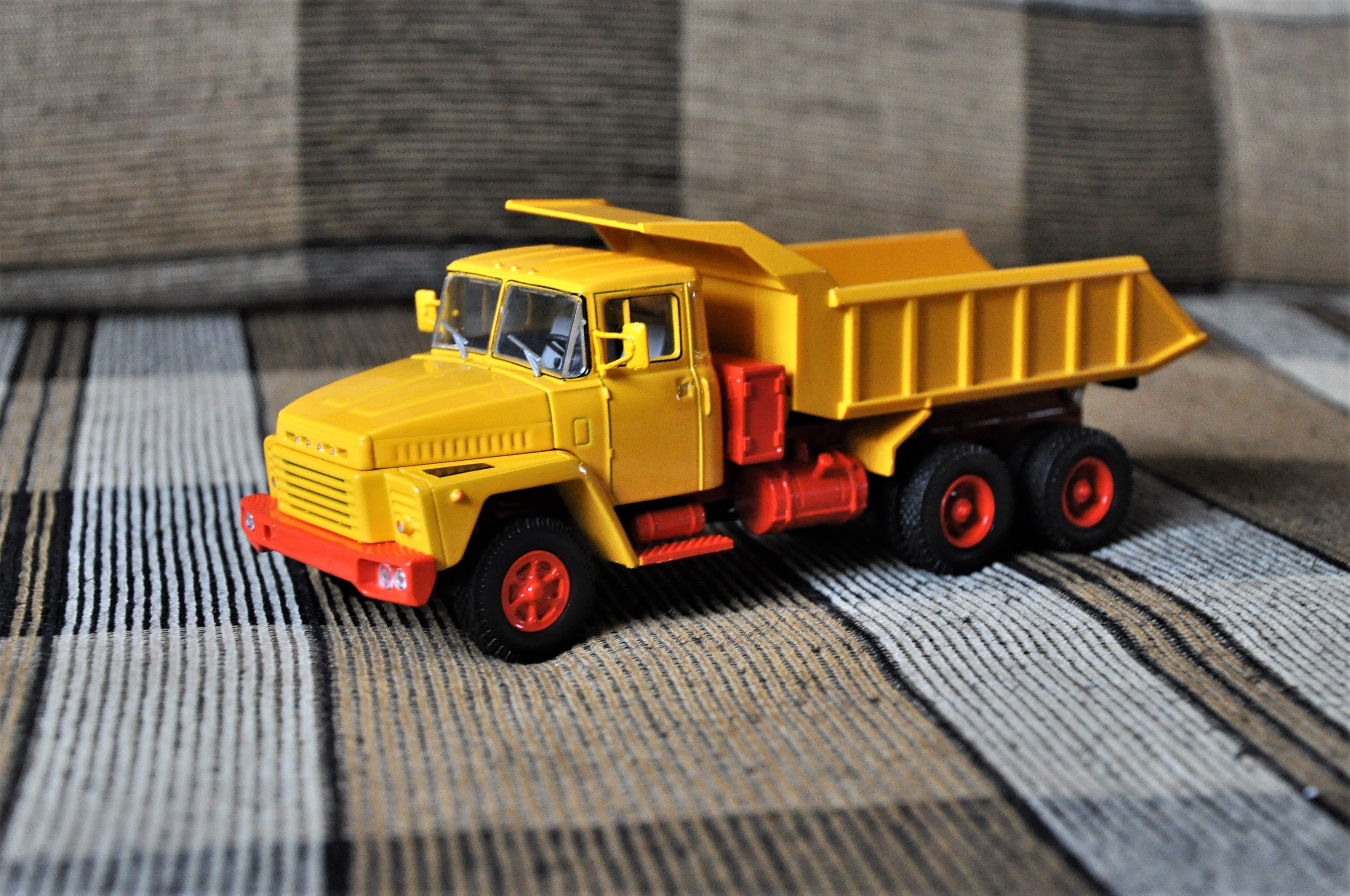
Модель КрАЗ 251 1/43

КрАЗ-251 — советский опытный 14-тонный самосвал, разработанный и выпускавшийся Кременчугским автомобильным заводом.

## История
Разработка 14-тонного трёхосного самосвала (получившего наименование КрАЗ-251) началась в 1970 году, тогда же был изготовлен первый опытный вариант машины.
Предсерийный КрАЗ-251 с новым вариантом кабины (с размещением фар в нишах бампера) был представлен в 1974 году в Москве на юбилейной выставке «Автопром — 50 лет», летом 1975 года он экспонировался на ВДНХ СССР.
В первой половине 1980-х годов самосвалы КрАЗ-251 проходили испытания, в ходе опытной эксплуатации выявляли недочёты конструкции и возможности её совершенствования, одновременно шла работа по подготовке производственных мощностей Кременчугского автозавода к серийному производству специализированных автомашин на базе КрАЗ-250 (выпуск которых предполагалось начать в 1990 году).
КрАЗ-251 не выпускался серийно, но стал основой для 16-тонного самосвала КрАЗ-6510, выпуск которого Кременчугский автозавод освоил в начале 1990-х годов.

## Технические характеристики
КрАЗ-251 представлял собой трёхосный самосвал с задней разгрузкой, разработанный на основе конструкции грузовика КрАЗ-250 и предназначавшийся для замены 12-тонного самосвала КрАЗ-256Б.
Кабина капотной компоновки, цельнометаллическая, трёхместная.
Самосвальная платформа изготовлена из листовой стали. В конце 1970-х годов КрАЗ-251 получил телескопический гидроподъёмник от самосвала КамАЗ, который присоединялся к платформе в верхней части переднего борта самосвальной платформы.
Колёса бездисковые.
Для защиты от повреждений картера двигателя и балки передней оси перед картером установлен защитный поддон.
Фары изначально предполагалось разместить на оперении кабины, но в дальнейшем они были сдвинуты ниже и размещены в нишах бампера.